# Mugil soiuy
Mugil soiuy är en fiskart som beskrevs av Basilewsky, 1855. Mugil soiuy ingår i släktet Mugil och familjen multfiskar. Inga underarter finns listade i Catalogue of Life.